# 関町南
関町南（せきまちみなみ）は、東京都練馬区の町名。現行行政地名は関町南一丁目から四丁目。住居表示実施済み区域である。

## 地理
練馬区の南西部に所在する。町域の東部は杉並区上井草に、南部は杉並区善福寺、練馬区立野町、武蔵野市吉祥寺北町、同市緑町に接する。西部は西東京市東伏見に、北部は練馬区関町北、関町東、上石神井、上石神井南町に、それぞれ接している。

### 河川

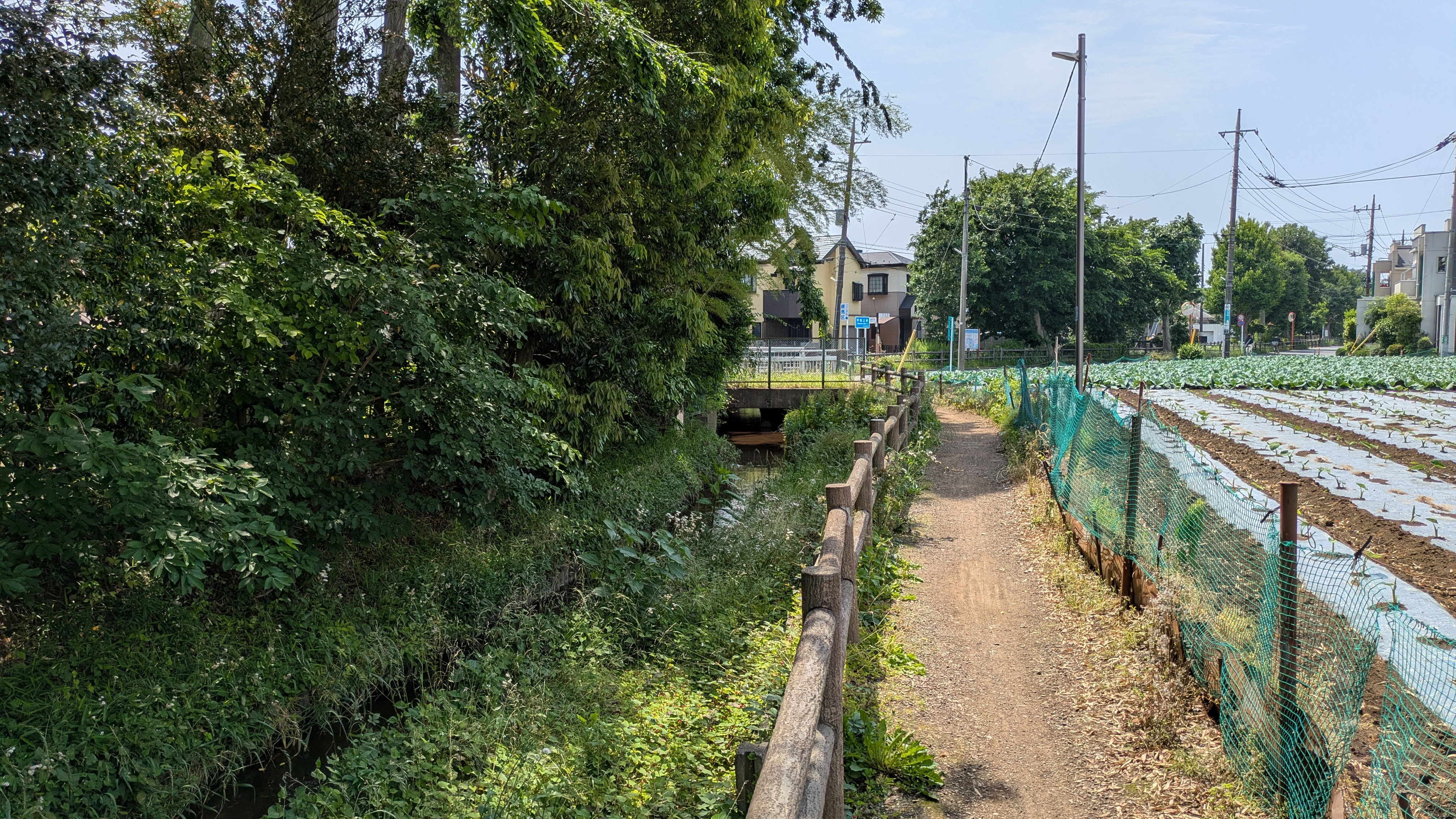
千川上水未舗装側道が存在（関町南4丁目）

- 千川上水 ｰｰｰ 2丁目〜4丁目は街区南端に流路を形成。1丁目は街区北端に流路が存在した。(現:千川通り)

### 地価
住宅地の地価は、2025年（令和7年）1月1日の公示地価によれば、関町南2-25-15の地点で44万3000円/m2となっている。

## 特色

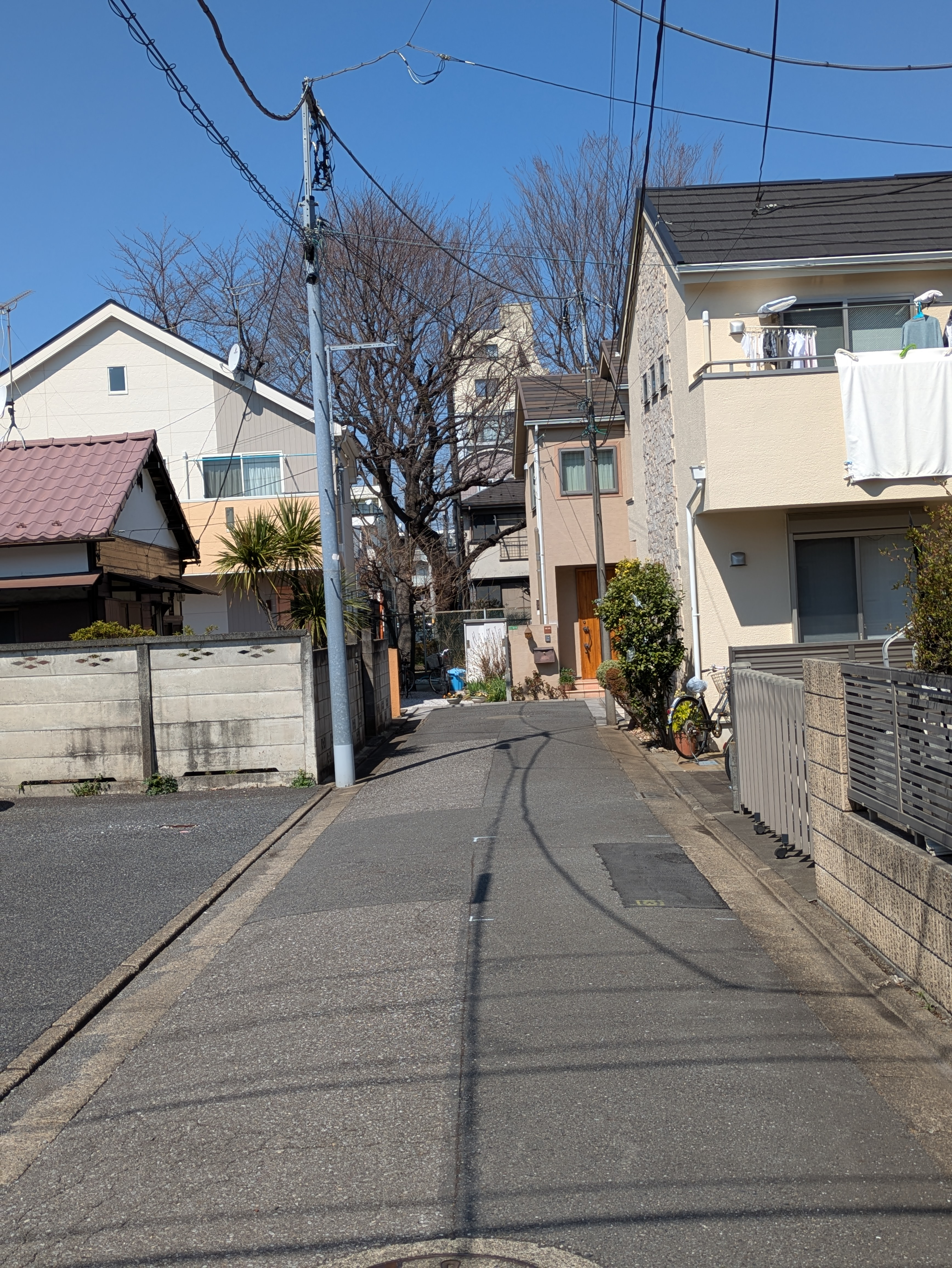
関町南3丁目　住宅街

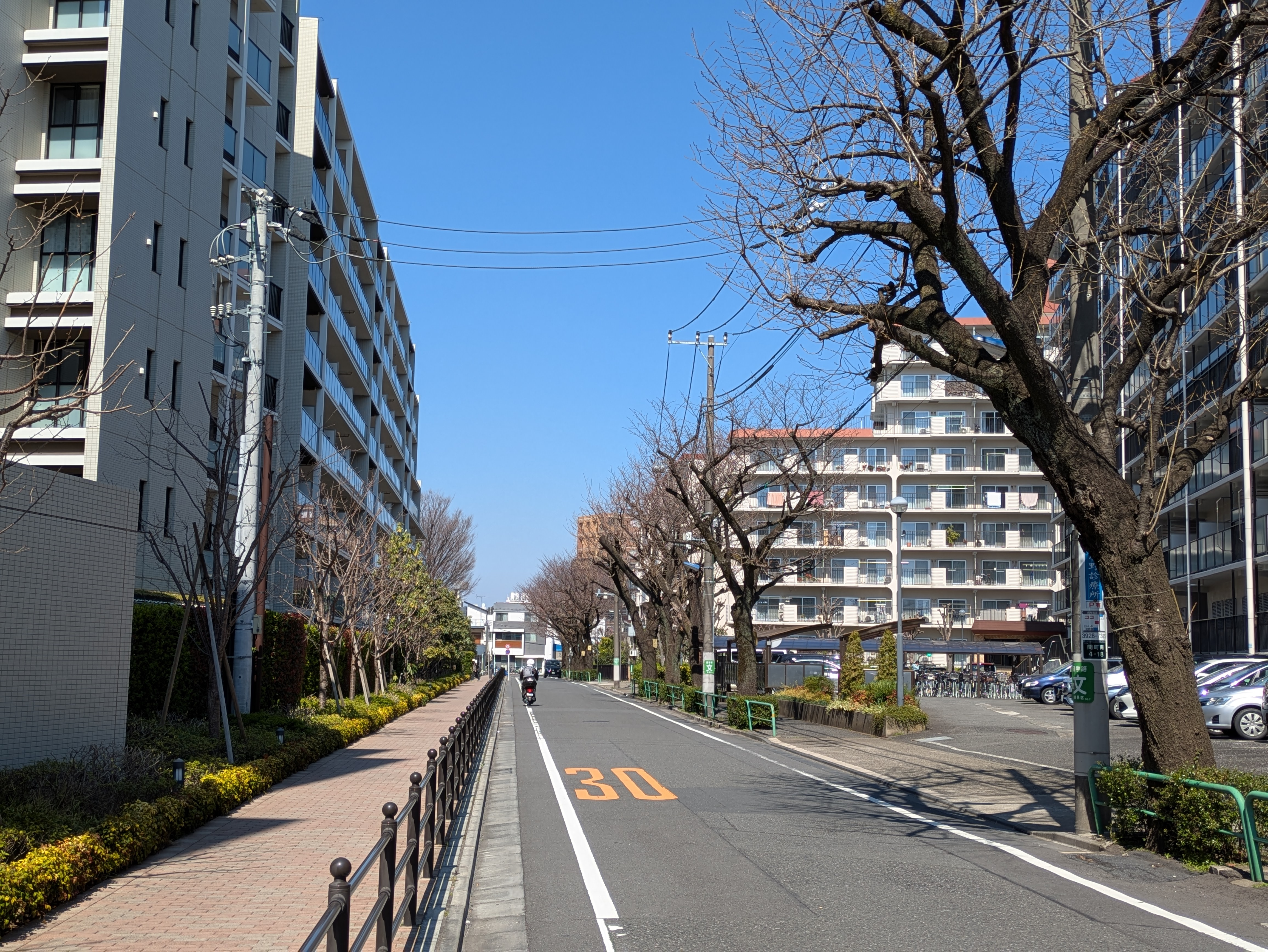
練馬区関町南4丁目　大規模集合住宅部

東京都二十三区の西端であり、「23区」と「多摩」の境界に位置する。青梅街道沿いに郊外型小売店の立地が見られる他は、多くが住宅街となっている。千川上水沿いには畑作地も見られ、武蔵野の面影が残っている。古くからの街道住宅地から、耕作地を大型集合住宅に活用した場所など、同一街区内で様々な表情を目にすることができる。
青梅街道との交差地点に東京外環自動車道の青梅街道インターチェンジが建設中となっており、交通量の変化が予想される。

## 歴史

### 地名の由来
「関町」の由来については、次の二説がある。
- 室町時代後期、この地域を支配していた豊島氏が石神井城を居城としていた頃に、この地に関所を置いたことから。
- 現在の武蔵関公園内にある「富士見池」付近にかつて堰があったことから。

### 沿革
- 江戸時代は武蔵国豊島郡関村の小名二ツ塚、鉄砲塚、および竹下新田の小名久保、千川付あたりに相当。[7]
- 1889年（明治22年）5月1日 - 町村制施行により関村と竹下新田は東京府北豊島郡石神井村大字関甲と関乙となり、関町南は字三ツ塚（現在の三丁目・四丁目）、下竹（現在の一丁目・二丁目）にほぼ相当する。[8]
- 1932年（昭和7年）10月1日 - 東京府東京市板橋区石神井関町二丁目の一部および石神井関町一丁目となる。[8]
- 1949年（昭和24年） - 町界町名整理によりおおよそ東京都練馬区関町一丁目ほかとなる。
- 1984年（昭和59年）6月1日 - 住居表示の実施により関町一丁目および三丁目・四丁目の一部、（旧）上石神井一丁目の一部、立野町の一部の区域をもって関町南一～四丁目が成立する。

## 世帯数と人口
2025年（令和7年）4月1日現在（練馬区発表）の世帯数と人口は以下の通りである。
| 丁目         | 世帯数    | 人口     |
| ------------ | --------- | -------- |
| 関町南一丁目 | 1,376世帯 | 2,484人  |
| 関町南二丁目 | 2,276世帯 | 4,448人  |
| 関町南三丁目 | 2,203世帯 | 4,393人  |
| 関町南四丁目 | 3,706世帯 | 7,564人  |
| 計           | 9,561世帯 | 18,889人 |

### 人口の変遷
国勢調査による人口の推移。
| 年                 | 人口   |
| ------------------ | ------ |
| 1995年（平成7年）  | 16,552 |
| 2000年（平成12年） | 16,441 |
| 2005年（平成17年） | 17,146 |
| 2010年（平成22年） | 16,973 |
| 2015年（平成27年） | 16,980 |
| 2020年（令和2年）  | 19,127 |

### 世帯数の変遷
国勢調査による世帯数の推移。
| 年                 | 世帯数 |
| ------------------ | ------ |
| 1995年（平成7年）  | 6,529  |
| 2000年（平成12年） | 6,919  |
| 2005年（平成17年） | 7,610  |
| 2010年（平成22年） | 7,857  |
| 2015年（平成27年） | 7,846  |
| 2020年（令和2年）  | 9,294  |

## 学区
区立小・中学校に通う場合、学区は以下の通りとなる（2022年7月現在）。
| 丁目         | 番地                                       | 小学校                 | 中学校                 |
| ------------ | ------------------------------------------ | ---------------------- | ---------------------- |
| 関町南一丁目 | 全域                                       | 練馬区立上石神井小学校 | 練馬区立上石神井中学校 |
| 関町南二丁目 | 全域                                       | 練馬区立立野小学校     | 練馬区立石神井西中学校 |
| 関町南三丁目 | 1〜3番 4番8〜9・32〜62号 7番8〜9・25〜28号 | 練馬区立立野小学校     | 練馬区立石神井西中学校 |
| 関町南三丁目 | 4番19・26〜31号 5〜6番 7番10〜18・22〜23号 | 練馬区立石神井西小学校 | 練馬区立石神井西中学校 |
| 関町南四丁目 | 2番17号                                    | 練馬区立立野小学校     | 練馬区立石神井西中学校 |
| 関町南四丁目 | 1番 2番11〜16号 3〜26番                    | 練馬区立関町小学校     | 練馬区立石神井西中学校 |

## 交通

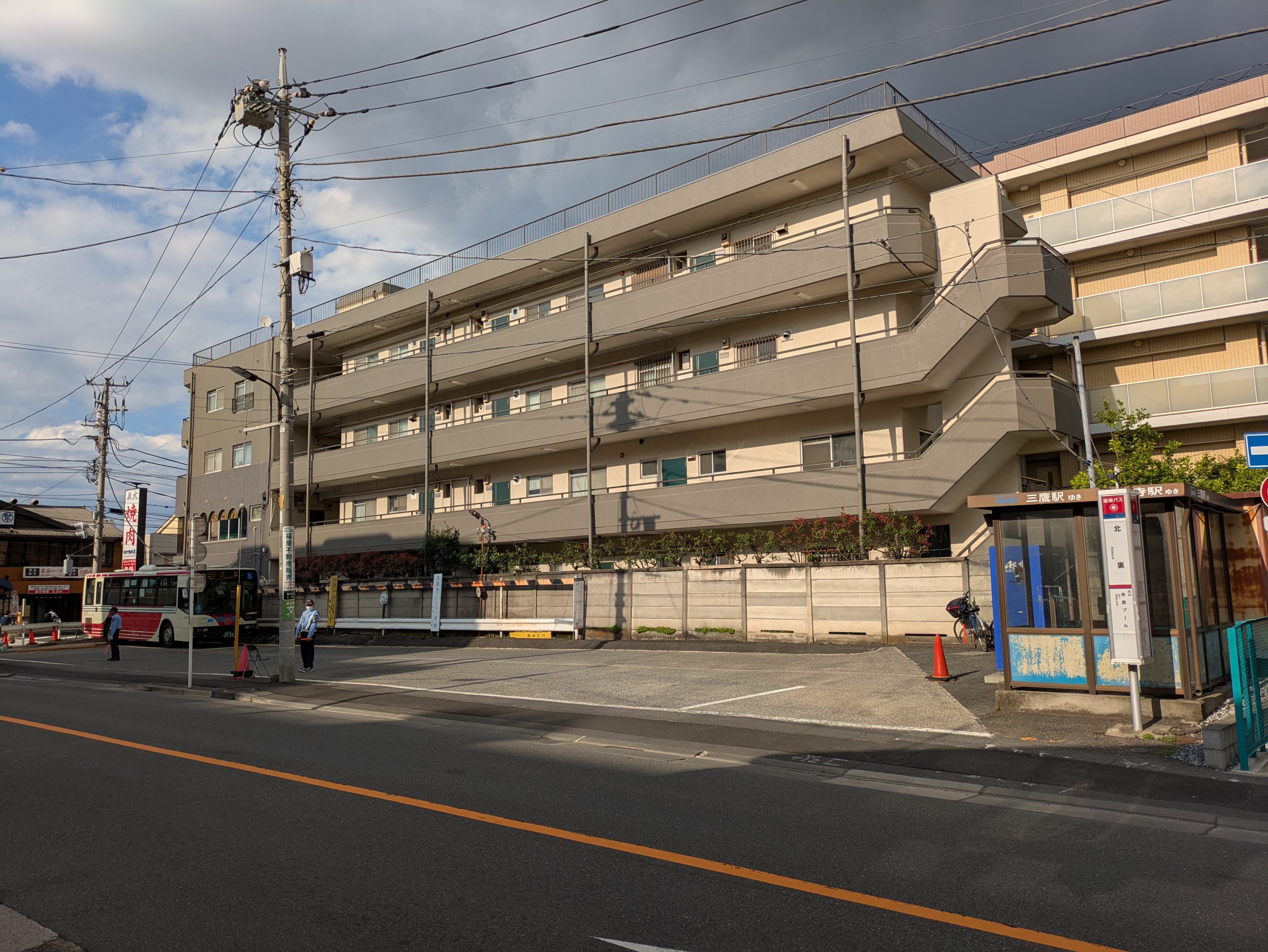
北裏バス操車場

### 鉄道
| バス移動等で利用可能の駅 |
| --- |
| 西武新宿線 - 武蔵関駅(SS 14) - 上石神井駅(SS 13) 西武池袋線 - 大泉学園駅(SI 11) - 石神井公園駅(SI 10) JR中央線 JR中央・総武線各駅停車 東京メトロ丸ノ内線 - 荻窪駅(JC 09)(JB 04)(M 01) JR中央線 JR中央・総武線各駅停車 - 西荻窪駅(JC 10)(JB 03) JR中央線 JR中央・総武線各駅停車 京王井の頭線 - 吉祥寺駅(JC 11)(JB 02)(IN 17) |

参考:徒歩での移動時間 街区内の各方面への至近距離から、西武新宿線上石神井駅、武蔵関駅前には15分程度、吉祥寺駅前に30分程度で出られる。

### バス
- 西武バス上石神井営業所が存在。
- 関東バス青梅街道営業所が存在。
- 関東バス武蔵野営業所が存在。(青梅街道上の関東バス北裏操車場が運行拠点として機能している。)

### 道路
- 東京都道・埼玉県道4号東京所沢線（青梅街道）
- 吉祥寺通り
- 東京外環自動車道ｰｰｰ (青梅街道インターチェンジが建設中)

## 事業所
2021年（令和3年）現在の経済センサス調査による事業所数と従業員数は以下の通りである。
| 丁目         | 事業所数  | 従業員数 |
| ------------ | --------- | -------- |
| 関町南一丁目 | 52事業所  | 983人    |
| 関町南二丁目 | 79事業所  | 346人    |
| 関町南三丁目 | 71事業所  | 773人    |
| 関町南四丁目 | 100事業所 | 1,415人  |
| 計           | 302事業所 | 3,517人  |

### 事業者数の変遷
経済センサスによる事業所数の推移。
| 年                 | 事業者数 |
| ------------------ | -------- |
| 2016年（平成28年） | 286      |
| 2021年（令和3年）  | 302      |

### 従業員数の変遷
経済センサスによる従業員数の推移。
| 年                 | 従業員数 |
| ------------------ | -------- |
| 2016年（平成28年） | 3,290    |
| 2021年（令和3年）  | 3,517    |

## 施設

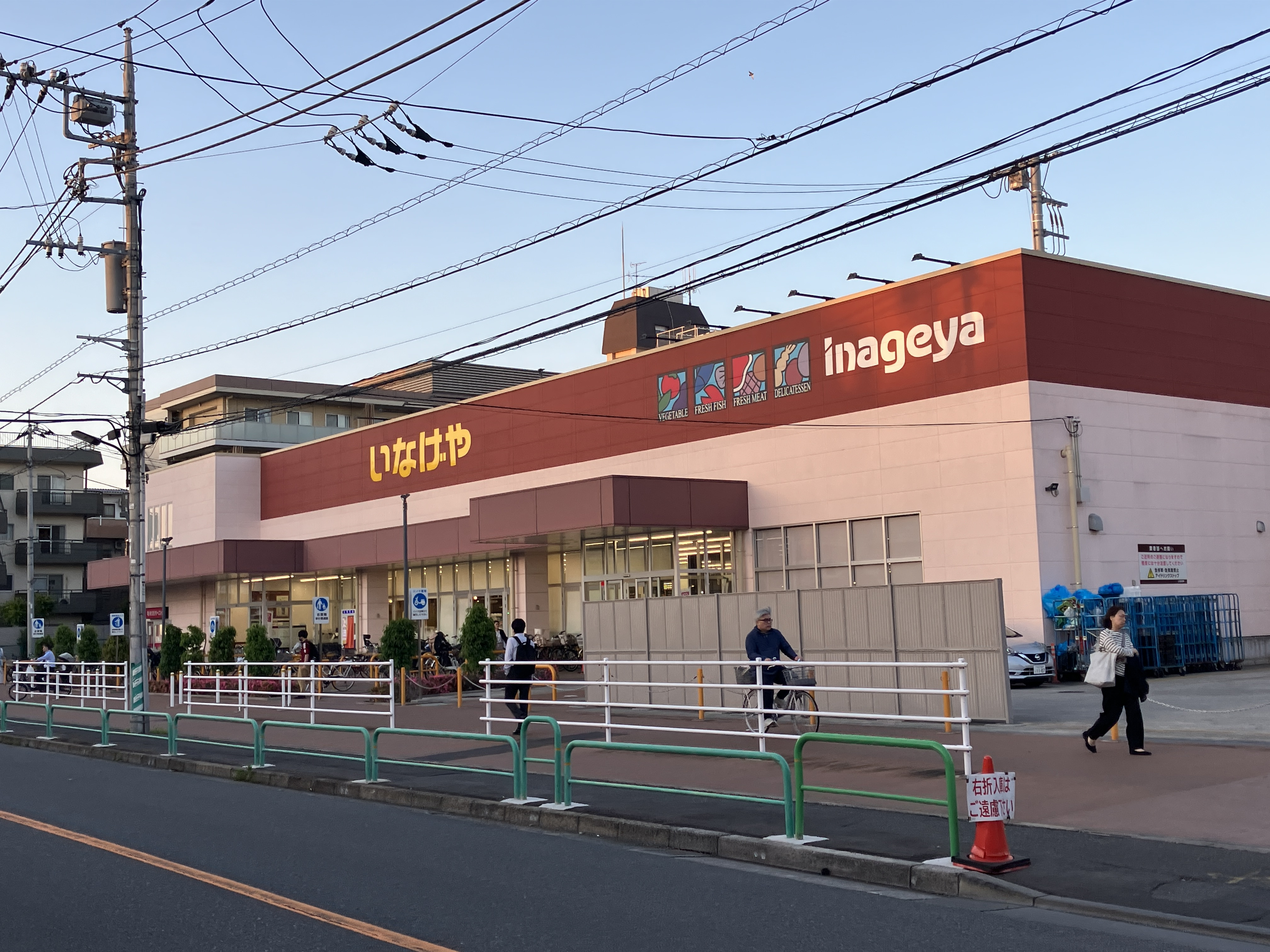
いなげや練馬関町店

### 一丁目
- 関東バス青梅街道営業所

### 二丁目
- 東京三育小学校

### 三丁目
- 練馬区立関町図書館
- 練馬区立石神井西中学校

### 四丁目
- いなげや練馬関町店
- 西友関町店
- クリエイトSD練馬関町南店
- 慈雲堂病院
- 練馬区立さんかく児童遊園

## ゆかりの人物
- 松本清張（作家） - 1954年から1957年にかけて二丁目21番地に居住[18]。関町南で『張込み』『顔』などの作品を発表、また『点と線』の連載を開始した。

## その他

### 日本郵便
- 郵便番号 : 177-0053[3]（集配局 : 石神井郵便局[19]）。